# Học viện Hải quân Đại Liên

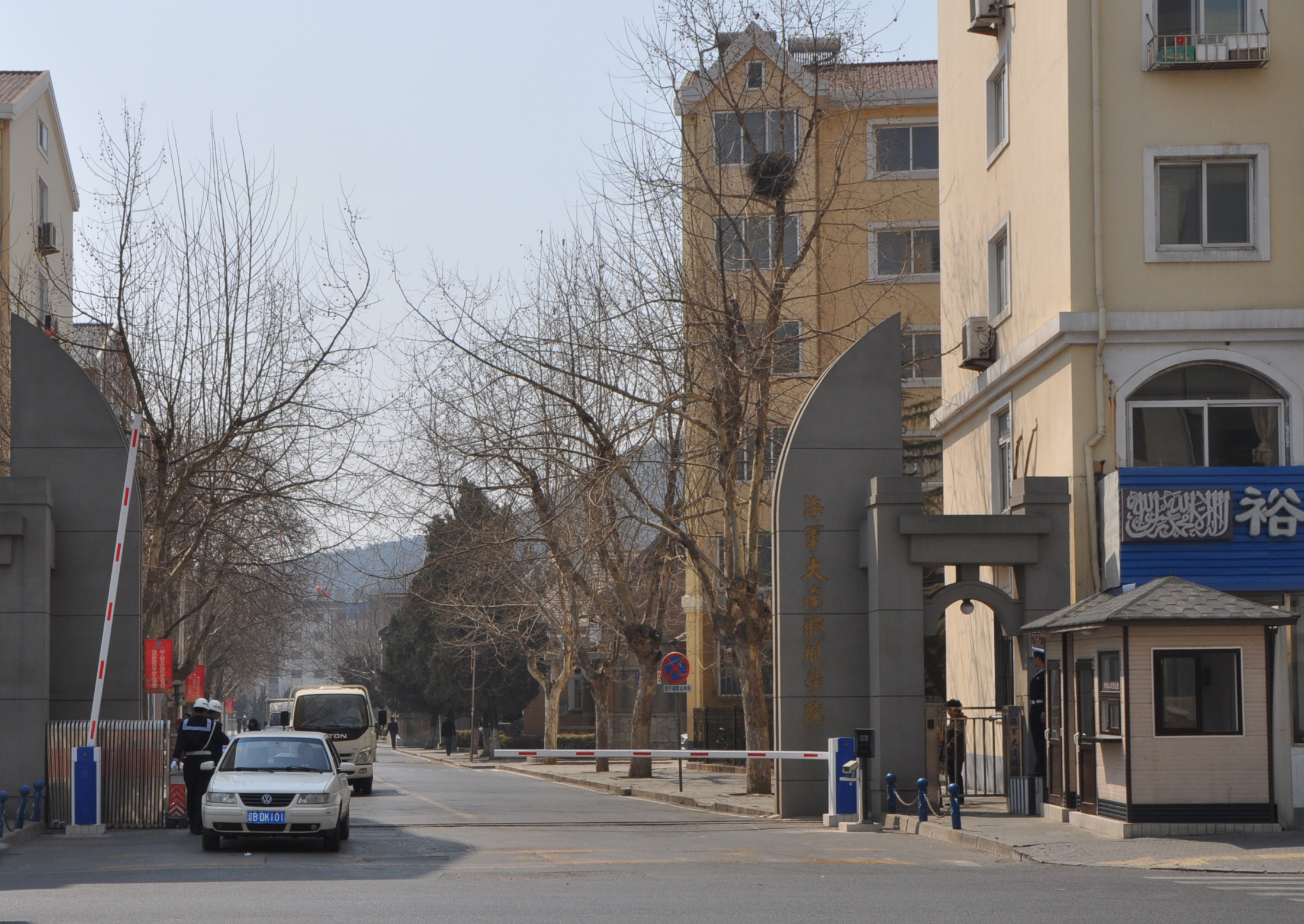
Học viện Hải quân Đại Liên

Học viện Hải quân Đại Liên (giản thể: 海军大连舰艇学院; phồn thể: 海軍大連艦艇學院; bính âm: Hǎijūn Dàlián Jiàntǐng Xuéyuàn) là một trong những học viện giáo dục đại học của Hải quân Quân Giải phóng Nhân dân Trung Quốc ở thành phố Đại Liên, tỉnh Liêu Ninh.